# ماوکووو
ماوکووو (به لاتین: Małkowo) یک روستا در لهستان است که در گمینا ژوکووو واقع شده‌است. ماوکووو ۳۹۰ نفر جمعیت دارد.